# Morrow
«Morrow» es el undécimo maxisencillo de la banda Dragon Ash, se lanzó en 2003 y pertenece al álbum Harvest, publicado en 2002. En los remixes se incluyen a Fantastic Plastic Machine, Ram Jam World, y Dry & Heavy. "Morrow" fue interpretada en una radio británica llamada "Virgin Air's", en invierno de 2003.

## Lista de canciones
1. «Morrow» – 4:28
2. «Life Goes On» (FPM Beautiful Lovers Mix) – 6:03
3. «Fantasista» (Ram Jam World Remix) – 5:46
4. «Morrow» (DRY & HEAVY Remix) – 5:26

- Datos: Q3266687